# Eindampfungsfolge
Die Eindampfungsfolge bezeichnet die Reihenfolge, in der sich die Salzmineralien des Meerwassers nach dem Verdunsten anreichern. Aufgrund verschiedener Faktoren (Zusammensetzung des Meerwassers, Löslichkeit der Salzmineralien und temperaturabhängige Lösungsgleichgewichte) werden nacheinander Carbonat, Gips, Halit und Carnallit angereichert. Es entsteht das Gestein Evaporit.